# ویویانا بوتارو
ویویانا بوتارو (زاده ۲ سپتامبر ۱۹۸۷) یک کاراته‌کاایتالیایی است. او در مسابقات جهانی کاراته دو بار برنده مدال برنز مسابقات کاتای انفرادی بانوان شده‌است. او در کاتای انفرادی بانوان، در سال ۲۰۱۴ قهرمان اروپا نیز شد.

## زندگی‌نامه
وی در المپیک تابستانی ۲۰۲۰ در توکیو، ژاپن، به عنوان نماینده ایتالیا مدال برنز کاتا را کسب کرد.
بوتارو نماینده ایتالیا در بازی‌های اروپایی ۲۰۱۹ بود که در مینسک، بلاروس برگزار شد و در مسابقات کاتای انفرادی بانوان مدال نقره دریافت کرد.